# 莫尔拉斯
莫尔拉斯（法語：Morlaàs，法語發音：[mɔʁlas]）是法国大西洋比利牛斯省的一个市镇，位于该省东部，属于波城区。

## 地理
莫尔拉斯（43°20'40"N, 0°15'45"W）面积13.15 平方千米，位于法国新阿基坦大区大西洋比利牛斯省，该省份为法国东南部省份，涵盖了贝阿恩与北巴斯克，西临大西洋比斯開灣，北至朗德省，东北接热尔省，东临上比利牛斯省，南与西班牙接壤。
与莫尔拉斯接壤的市镇（或旧市镇、城区）包括：昂端、比罗斯、加巴斯通、伊德龙、莫科尔、乌永、波城、圣雅姆、桑代茨、塞尔莫尔拉斯。
莫尔拉斯的时区为UTC+01:00、UTC+02:00（夏令时）。

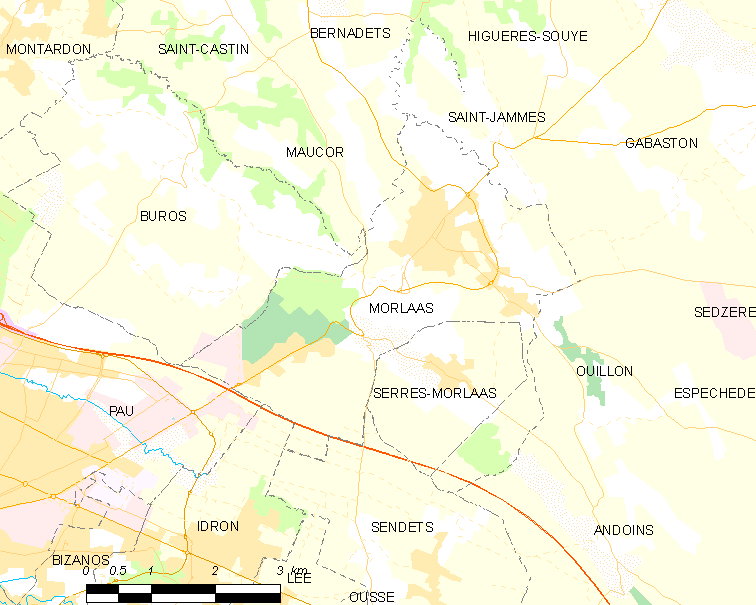
莫尔拉斯的OSM定位图

## 行政
莫尔拉斯的邮政编码为64160，INSEE市镇编码为64405。

## 政治
莫尔拉斯所属的省级选区为莫尔拉斯与蒙塔内雷斯地区县。

## 人口

1962-2008年间莫尔拉斯人口变化图示

莫尔拉斯于2022年1月1日时的人口数量为4367人。